# Fagocit
Fagociti su bela krvna zrnca koja štite telo putem konzumiranja (fagocitoze) štetnih stranih čestica, bakterija, i mrtvih ili umirućih ćelija. Njihovo ime potiče od grč. phagein - "da jede", i "-cit", biološkog sufiksa koji označava „ćeliju“. Oni su esencijalni za borbu protiv infekcija i zanaknadni imunitet. Fagociti su važni širom životinjskog carstva i visoko su razvijeni kod kičmenjaka. Jedan litar ljudske krvi sadrži oko šest milijardi fagocita. Fagocite je otkrio 1882 Ilja Iljič Mečnikov dok je studirao larve morske zvezde. Mečnikov je nagrađen za ovo otkriće Nobelovom nagradom za fiziologiju ili medicinu 1908. godine. Fagociti su prisutni kod mnogih vrsta. Neke amebe se ponašaju kao makrofagni fagociti, što sugestira da su se fagociti pojavili rano tokom evolucije živih bića.
Fagociti ljudi i životinja se nazivaju „profesionalnim“ ili „neprofesionalnim“ u zavisnosti od toga koliko su efektivi u izvođenju fagocitoze. U profesionalne fagocite se uvrštavaju neutrofili, monociti, makrofage, dendritske ćelije, i mastociti. Glavna razlika između profesionalnih i neprofesionalnih fagocita je da profesionalni fagociti imaju molekulske receptore na njihovoj površini koji mogu da detektuju štetne objekte, kao što su bakterije, koji se normalno ne nalaze u telu. Fagociti su presudni u borbi protiv infekcija, kao i za održavanje zdravog tkiva, jer uklanjaju mrtve i umiruće ćelije koje su dosegle kraj njihovog životnog veka.
Tokom infekcije, hemijski signali privlače fagocite do mesta gde su patogeni napali telo. Te hemikalije mogu da potiču od bakterija ili od drugih fagocita koji su već prisutni. Fagociti se kreću putem metoda zvanog hemotaksa. Kad fagociti dođu u kontakt sa bakterijama, receptori na površini fagocita se vežu za njih. To vezivanje dovodi fagocitnog „gutanja“ bakterija. Neki fagociti ubijaju progutane patogene putem oksidanasa ili azot oksida. Nakon fagocitoze, makrofage i dendritske ćelije mogu isto tako da učestvuju u prezentaciji antigena. To je proces kojim fagociti premeštaju delove razgrađenog materijala na svoju površinu. Taj materijal se tim putem prikazuje drugim ćelijama imunskog sistema. Neki fagociti zatim putuju u telesne limfne čvorove i prikazuju materijal belim krvnim zrncima zvanim limfociti. Ovaj proces je važan za formiranje imunosti. Međutim, mnogi patogeni su evoluirali metode za izbegavanje napada fagocita.

## Literatura
- Delves P. J. (2006). Roitt's Essential Immunology (11th изд.). Malden, MA: Blackwell Publishing. ISBN 1-4051-3603-0.
- Ernst J. D.; Stendahl O., ур. (2006). Phagocytosis of Bacteria and Bacterial Pathogenicity. New York: Cambridge University Press. ISBN 0-521-84569-6. Website
- Hoffbrand A. V. (2005). Essential Haematology (4th изд.). London: Blackwell Science. ISBN 0-632-05153-1.
- Janeway C. A. (2001). Immunobiology (5th изд.). New York: Garland Science. ISBN 0-8153-3642-X.
- Paoletti R.;  ., ур. (1997). Phagocytes: Biology, Physiology, Pathology, and Pharmacotherapeutics. New York: The New York Academy of Sciences. ISBN 1-57331-102-2.
- Robinson J. P.; Babcock G. F., ур. (1998). Phagocyte Function — A guide for research and clinical evaluation. New York: Wiley–Liss. ISBN 0-471-12364-1.
- Sompayrac L. (2008). How the Immune System Works (3rd изд.). Malden, MA: Blackwell Publishing. ISBN 978-1-4051-6221-0.

## Spoljašnje veze
- Phagocytes на 